# 哈维尔·埃尔南德斯 (1961年)
哈维尔·埃尔南德斯·古铁雷斯（西班牙語：Javier Hernández Gutiérrez，1961年8月1日—），墨西哥男子足球运动员，司职中场。他曾代表墨西哥国家队参加1986年国际足联世界杯，结果队伍止步八强赛。

## 家庭
儿子哈维尔·埃尔南德斯·巴尔卡萨尔，也是子承父业的知名球星。